# William Beechey

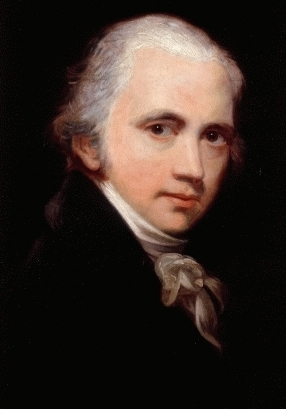
William Beechey, Selbstporträt um 1790

Sir Henry William Beechey RA (* 12. Dezember 1753 in Burford, Oxfordshire, England; † 28. Januar 1839 in London) war ein britischer Porträtmaler.

## Leben
Henry William Beechey war der Sohn von William Beechey (* 1732) und Hannah Read. Ursprünglich für eine juristische Ausbildung vorgesehen, brachte ihn die Liebe zur Malerei dazu, sich 1772 in die erst vier Jahre zuvor gegründete Royal Academy of Arts in London einzuschreiben. Dort war er ein Schüler des Malers Johann Zoffany, dessen Einfluss in seinen frühen Werken erkennbar ist. 1776 stellte Beechey seine ersten Werke aus und einige seiner kleineren Porträts verschafften ihm großes Ansehen. Diverse Aufträge, Porträts für den englischen Adel anzufertigen, folgten. 1782 zog er nach Norwich, wo er einige Aufträge erhalten hatte, aber 1787 kehrte er wieder nach London zurück. Im Jahr 1789 stellte er ein Porträt von John Douglas, dem Bischof von Carlisle, her, welches als eines der Glanzstücke seiner Tätigkeit anzusehen ist. 1793 wurde er assoziiertes Mitglied der Royal Academy of Arts (ARA) und im selben Jahr wurde er zum Porträtmaler der Königin Charlotte. Er malte Porträts der Mitglieder der königlichen Familie, und vieler berühmter Personen in der Mode ihrer Zeit.

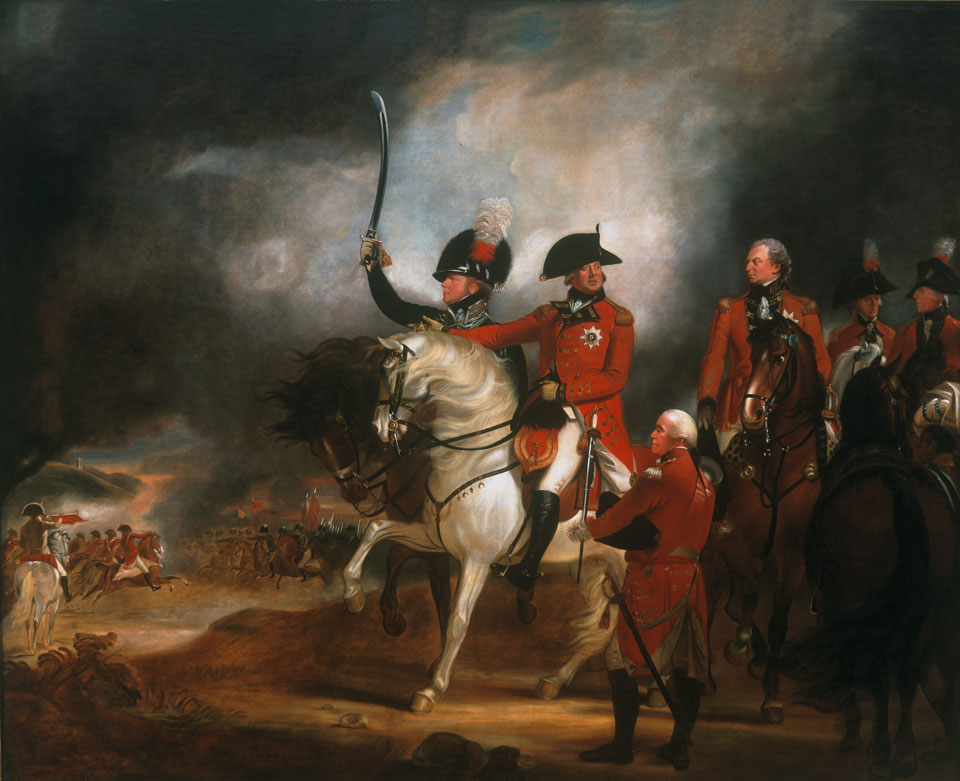
Georg III. bei der Truppenparade der Kavallerie, Kopie im National Army Museum

Als sein bestes Werk gilt das 1798 hergestellte Gemälde Georg III. und der Prinz von Wales bei der Truppenparade der Kavallerie, einer großen Komposition, in deren Vordergrund, König Georg III., der Prince of Wales und der Herzog von York dargestellt sind, umgeben von einem glänzenden Personal auf Pferderücken. In Anerkennung dieser Arbeit wurde dem Künstler die Ehre zuteil in den Ritterstand erhoben zu werden und im Jahre 1798 zum Vollmitglied der Royal Academy (RA – Royal Academician) gewählt zu werden. Dieses Gemälde wurde 1992 beim Brand in Windsor Castle durch das Feuer zerstört.
Unter seinen zahlreichen Porträts finden sich unter anderem die von Lord Nelson, John Philip Kemble und Sarah Siddons.
William Beechey hatte 1772 (nach anderer Angabe 1778) in erster Ehe Mary Ann Jones (* um 1760; † 1793) geheiratet, mit der er 5 Kinder zeugte:
- Emma Amelia Beechey (* 1784; † 1859)
- Henry William Beechey (* 1788; † 4. August 1862) – britischer Maler und Ägyptologe
- Charles Beechey (* 1789)
- Caroline Beechey (* 1790)
- Harriet Beechey (* 1792)

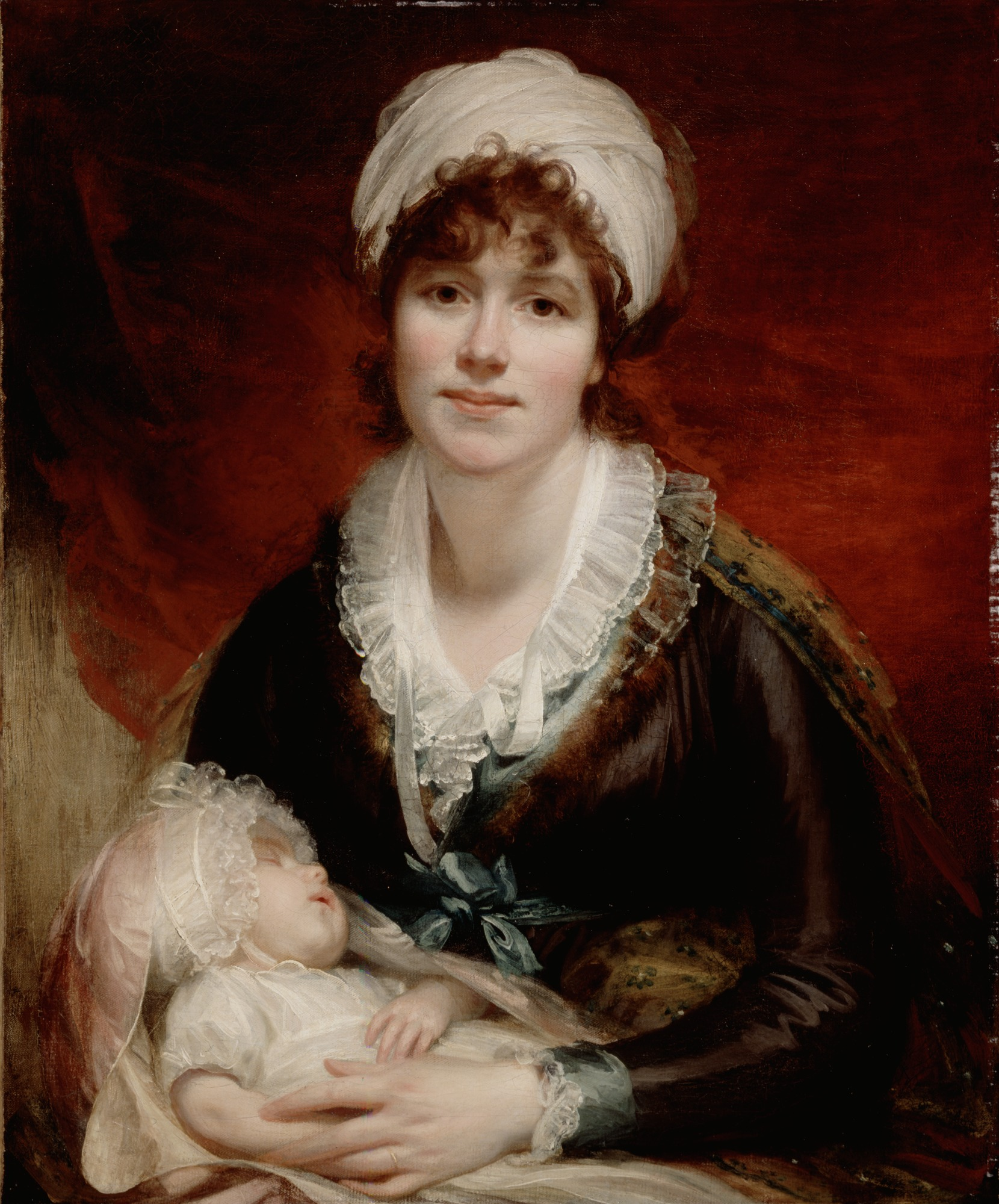
Lady Anne Beechey, Porträt um 1800

Am 27. Februar 1793 heiratete er in zweiter Ehe die Miniaturmalerin Anne Phyllis Jessop (* 3. August 1764; † 14. Dezember 1833), mit der er 16 Kinder hatte:
- Ann Phyliss Beechey (* 1794; † Dezember 1883)
- Frederick William Beechey (* 17. Februar 1796; † 29. November 1856) – britischer Seeoffizier, Polarforscher, Politiker und Geograph
- George Duncan Beechey (* 1798; † 6. Dezember 1852) – britischer Porträtmaler
- Ann Dodsworth Beechey (* 1800)
- Charlotte Earle Beechey (* 3. August 1801; † 1. August 1878)
- William Nelson Beechey (* 3. August 1801; † 28. November 1849)
- Alfred Beechey (* 24. Juni 1803)
- Saint Vincent Beechey (7. August 1806; † 19. August 1899)
- Richard Brydges Beechey (* 17. Mai 1808; † 14. März 1895) – britischer Marinemaler und Admiral in der Royal Navy
- Jane Henrietta Frances Beechey (* 19. Dezember 1809)
- Augusta Beechey (* 1812)
- Fredricka Anne Beechey (* 1814)
- William Ernest Beechey (* 1816)
- Frances Beechey (* 1818)
- Phyliss Beechey (* 1820)
- Tochter S. R. Beechey (* 1822)

## Werke (Auswahl)

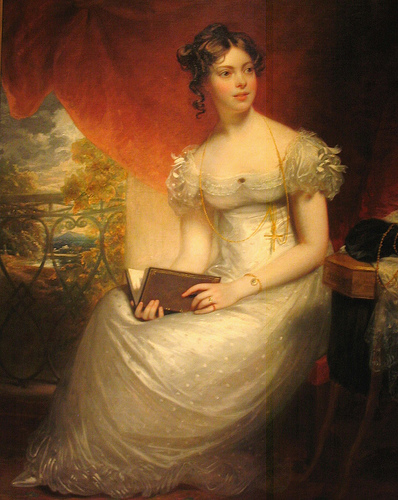
Kitty Packe
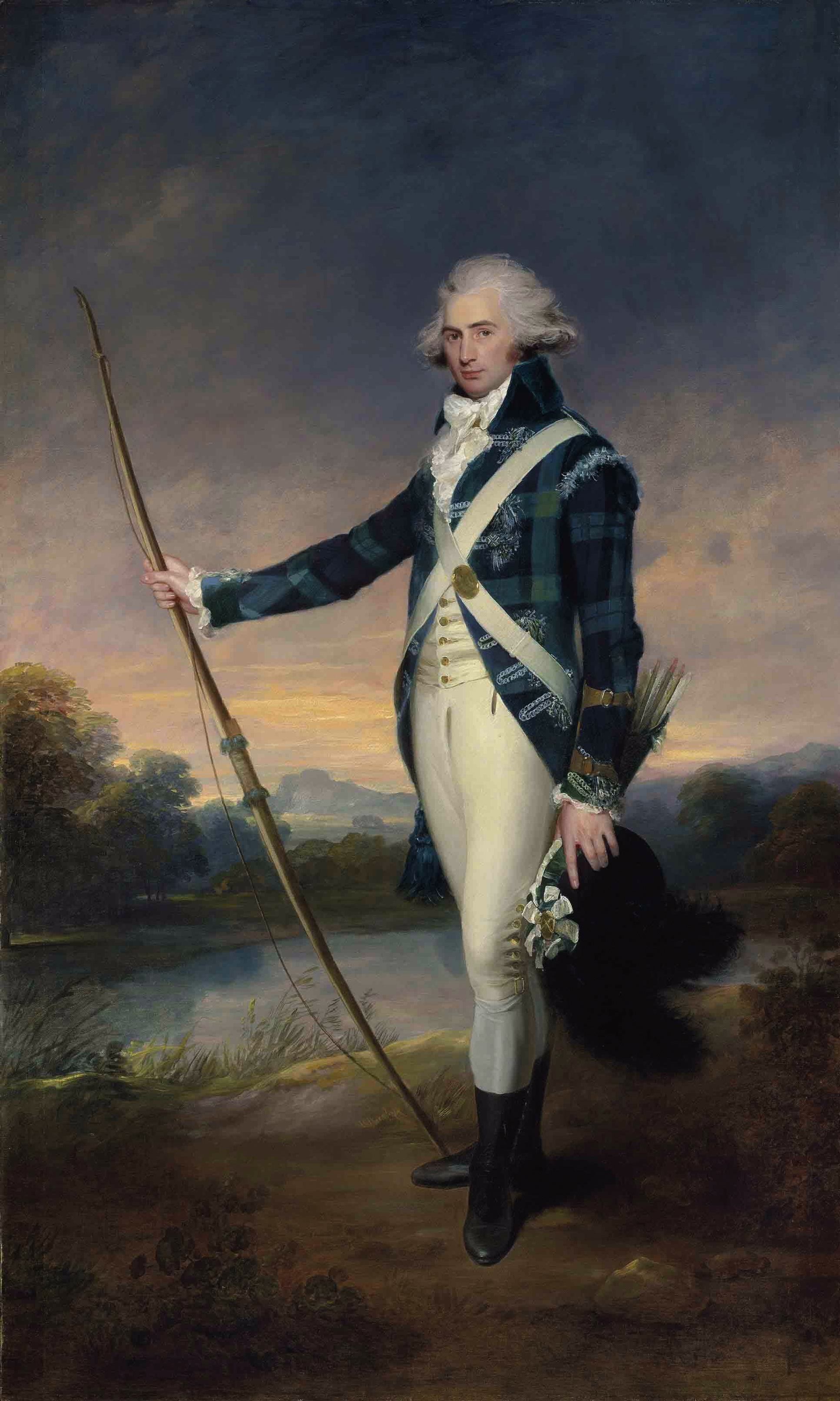
George Douglas, 16. Earl of Morton
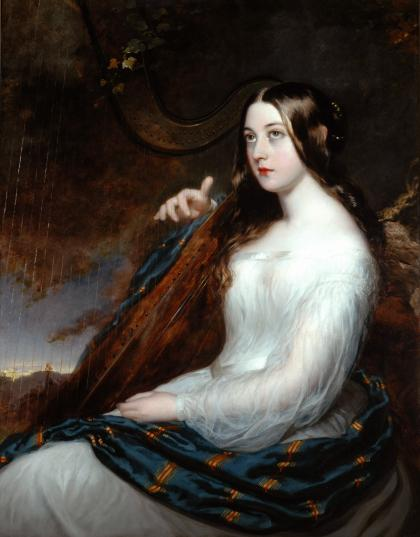
Sarah Curran
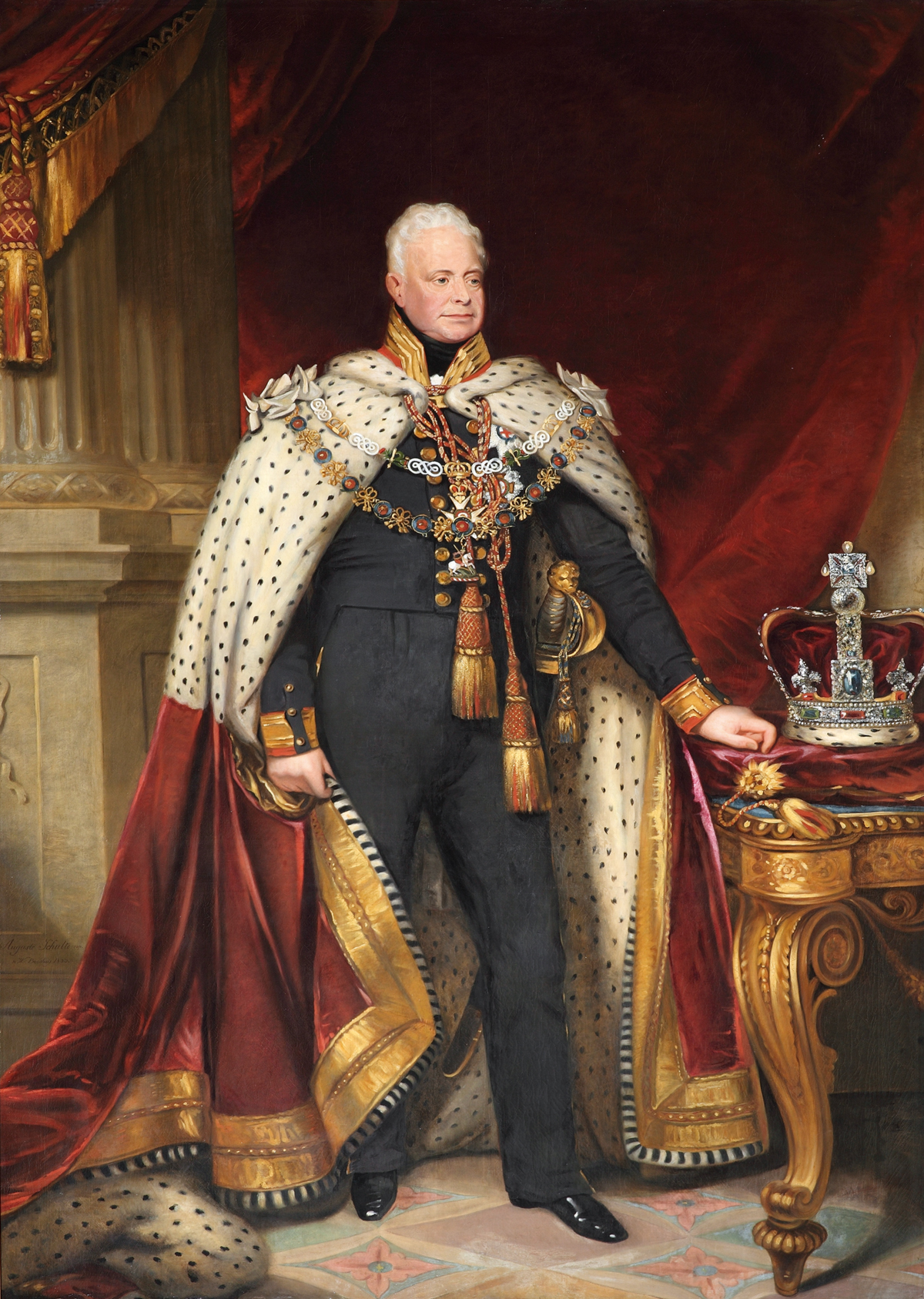
König Wilhelm IV.
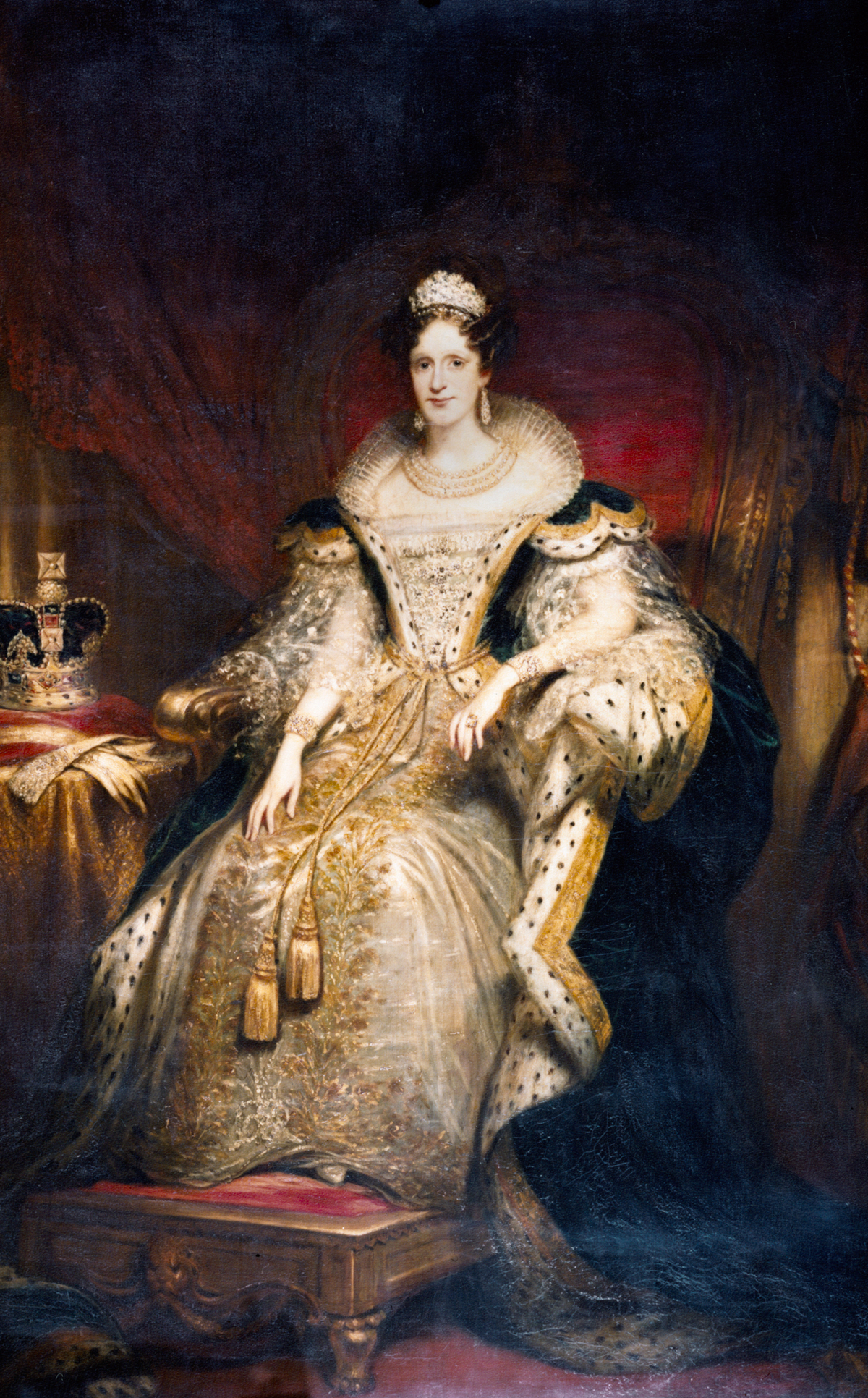
Königin Adelheid
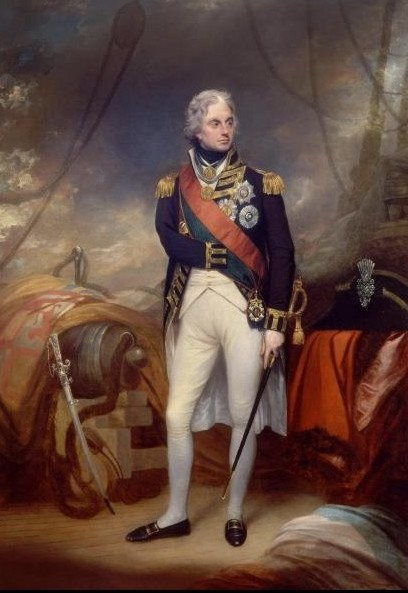
Horatio Nelson, 1. Viscount Nelson